# Pudak Wetan
Pudak Wetan is een bestuurslaag in het regentschap Ponorogo van de provincie Oost-Java, Indonesië. Pudak Wetan telt 1644 inwoners (volkstelling 2010).